# اچ‌ام‌اس شیرواتر (ال۳۹)
اچ‌ام‌اس شیرواتر (ال۳۹) (به انگلیسی: HMS Shearwater (L39)) یک کشتی بود که طول آن ۲۳۴ فوت (۷۱ متر) بود. این کشتی در سال ۱۹۳۹ ساخته شد.